# Saint-Berthevin-la-Tannière
Saint-Berthevin-la-Tannière là một xã của tỉnh Mayenne, thuộc vùng Pays de la Loire, tây bắc nước Pháp.